# Панько, Елизавета Александровна
Елизаве́та Алекса́ндровна Панько́ (урождённая Бондаре́нко) (род. 6 октября 1939, Ростов-на-Дону) — советский и белорусский психолог, кандидат психологических наук, профессор.

## Биография
Елизавета Александровна Панько родилась 6 октября 1939 года в Ростове-на-Дону.
В 1963 году окончила с отличием факультет дошкольного воспитания Московского государственного педагогического института им. В. И. Ленина, после чего была направлена в город Краснотурьинск, где работала методистом гороно по дошкольному воспитанию и одновременно учителем анатомии и физиологии в средней школе.
В 1965 году поступила в аспирантуру на кафедру психологии Минского государственного педагогического института им. А. М. Горького, где обучалась под руководством П. М. Якобсона. В 1968 году Е. А. Панько защитила кандидатскую диссертацию по теме «Восприятие комического в литературно-графическом изображении детьми дошкольного возраста».
С 1968 года работает в Белорусском государственном педагогическом университете им. М. Танка. В 1993 году Е. А. Панько было присвоено звание профессора.

## Научная деятельность
Е. А. Панько специализируется в сфере детской и педагогической психологии, диагностики психического развития, гуманизации системы дошкольного образования, педагогики и психологии высшей школы. Предложенные ею разработки по внедрению результатов исследований в области детской и педагогической психологии для дошкольных и средних специальных учебных заведений отмечены медалью ВДНХ СССР.
С 1990 по 2005 г.г. руководила научно-исследовательскими работами, направленными на научно-техническое обеспечение деятельности Министерства образования Республики Беларусь.
Е. А. Панько является научным руководителем базисной программы воспитания и обучения детей в дошкольных учреждениях Республики Беларусь «Пралеска».

## Основные труды
- Коломинский Я. Л., Панько Е. А. (редакторы) Детская психология. — Минск: «Университетское», 1988.
- Коломинский Я. Л., Панько Е. А. (редакторы) Диагностика и коррекция психического развития дошкольника. — Минск: «Университетское», 1997.
- Коломинский Я. Л., Панько Е. А. Психология детей шестилетнего возраста. — Минск: «Университетское», 1999.
- Коломинский Я. Л., Панько Е. А., Игумнов С. А. Психическое развитие детей в норме и патологии. — СПб.: «Питер», 2004.
- Панько Е. А., Чеснокова Е. П., Недвецкая Т. М. Психологическое здоровье ребёнка. О путях и способах его укрепления в семье. — СПб.: «Речь», 2014.